# Александер Хал
Александер Ян Хал (на полски: Aleksander Jan Hall) е полски политик и историк, хабилитиран доктор на хуманитарните науки, академик. Участва в опозиционата дейност срещу властите на Полската народна република, съосновател на Движението на Млада Полша, министър в правителството на Тадеуш Мазовецки, депутат в Сейма. Кавалер на Ордена на Белия орел.

## Биография
Александър Хал е роден на 20 май 1953 г. в Гданск. Завършва ОУ „Николай Коперник“ в Гданск, а през 1977 г. Хуманитарния факултет на Гданския университет. От 1996 г. преподава история в училище в Гданск. От 2002 г. е научен сътрудник във Висшето училище по информатика и мениджмънт в Жешов. През 2004 г. защитава докторантура в Института по история на Полската академия на науките. Докторската му работата е на тема живота и мисълта на Шарл дьо Гол. През 2010 г. става хабилитиран доктор, благодарение на работата му на тема, свързана с
историята на френската десница, защитена в Института за политически следвания към Полската академия на науките.

## Политическа дейност
От 1977 г. участва в Движението за защита на правата на човека и гражданина. Основава и ръководи Движението „Млада Полша“. До 1981 г. е редактор на списанието „Братняк“. През август 1980 г. участва в стачката в Гданската корабостроителница. На 27 септември 1981 г. е сред подписалите учредителната декларация за основаване на Клубове за служба за независимост, съветник е на Лех Валенса. След въвеждането на военно положение се укрива до 1984 г., до 1989 г. е редактор на нелегални издания.
През 1989 г. участва в пленарните заседания на Кръглата маса. В правителството на Тадеуш Мазовецки е министър отговарящ за сътрудничеството с политически организации и дружества. Ръководи Форума на демократичната десница (1990 – 1991), след това е зам.-председател на Демократичния съюз (1991 – 1992), председател на Консервативната партия (1992 – 1997) и съосновател на „Консервативно-земеделската“ политическа партия.
Депутат е в Сейма от 1991 г. до 1993 г. (от квотата на Демократическия съюз) и от 1997 г. до 2001 г. (от листата на Изборна акция Солидарност). След загубата в парламентарните избори през 2001 г. (от листата на Гражданската платформа) се отказва от политиката и се съсредоточава върху научната дейност.

## Личен живот
Син е на Ян и Янина Хал. През 1996 г. се жени за Катажина Кнох-Триба, която в годините 2007 – 2011 г. е министър на образованието и науката.

## Отличия
- Орден на Белия орел (2010)
- Командорски кръст на Ордена на Възраждане на Полша (2006)
- Кръст на свободата и солидарността (2015)
- Офицер на Ордена на Почетния легион (Франция, 2015)